# Rejsen til den forbudte kamp
|  | Denne artikel er oprettet af botten PalnaBot ud fra en ekstern database. Den kan derfor have sproglige fejl eller mangler. Denne skabelon kan fjernes efter kontrol af indholdet. |

Rejsen til den forbudte kamp er en dansk dokumentarfilm skrevet og instrueret af Pil Maria Gunnarsson.

## Handling
En kvinde finder en artikel om en feministgruppe i Baskerlandet, der har sprængt en bombe i en mands bil, fordi han et utal af gange har banket sin kone, men er frifundet i retten. Kvinden fascineres af historien og drager ud for at finde feministerne. Hun møder deres leder og opsøger et medlem af HB, som støtter ETA og den voldelige vej. En film om brug af vold med et politisk mål.